# Македонски глас (1936)
Вижте пояснителната страница за други значения на Македонски глас.
„Македонски глас“ с подзаглавие Вестник за народностни въпроси, политика и култура е вестник, излизал от 10 май до 1 октомври 1936 година в София.
Вестникът излиза в първата седмица на месеца. печата се в печатницата на Петър Глушков. Излизат общо 5 броя. Редактор му е Милан Дамянов. Вестникът се бори за признаване на правата на българите в Македония и за самостоятелност на Македония наравно с другите единици в Югославия. В редакцията на вестника участва и Димитър Шалев.